# Tofiga Vaevalu Falani
Tofiga Vaevalu Falani (...) è un presbitero tuvaluano, governatore generale delle Tuvalu dal settembre 2021.
Nel 2008, il reverendo Falani (MBE) è stato nominato presidente della Te Ekalesia Kelisiano Tuvalu (chiesa protestante delle Tuvalu), e ha rappresentato la chiesa alle riunioni del Consiglio mondiale delle chiese, Comitato Centrale nel 2009, e nel 2011. Nel 2021 è stato nominato Governatore generale delle Tuvalu. Il 29 settembre 2021 c'è stata la sua cerimonia di investitura.
Falani era stato precedentemente nominato governatore generale ad interim il 14 agosto 2017, per svolgere le funzioni di Sir Iakoba Italeli quando era assente da Tuvalu.